# Vladimir Kuc
Vladimir Petrovič Kuc (rusko Владимир Петрович Куц) ali Volodimir Petrovič Kuc (ukrajinsko Володимир Петрович Куц), ukrajinski atlet, * 7. februar 1927, Aleksino, Sovjetska zveza, † 16. avgust 1975, Moskva, Sovjetska zveza.
Kuc je v svoji karieri nastopil na Poletnih olimpijskih igrah 1956 v Melbournu, kjer je osvojil naslova olimpijskega prvaka v teku na 5000 m in 10000 m. Na 5000 m je osvojil tudi naslov evropskega prvaka leta 1954 v Bernu. Med letoma 1954 in 1957 je štirikrat podrl svetovni rekord v teku na 5000 m, zadnjič 13. oktobra 1957 s časom 13:35,0. Rekord je veljal do leta 1965, ko ga je izboljšal Ron Clarke. 11. septembra 1956 je postavil tudi nov svetovni rekord v teku na 10000 m s časom 28:30,4. Veljal je do leta 1960, ko ga je popravil Pjotr Bolotnikov.